# Polyphragma
Polyphragma, en ocasiones erróneamente denominado Arpolyphragmoum, es un género de foraminífero bentónico considerado homónimo posterior de Polyphragma Quatrefages, 1866, y sustituido por Coscinophragma de la familia Coscinophragmatidae, de la superfamilia Coscinophragmatoidea, del suborden Biokovinina y del orden Loftusiida. Su especie tipo es Lichenopora cribosa. Su rango cronoestratigráfico abarca desde el Albiense medio (Cretácico inferior) hasta el Turoniense inferior (Cretácico superior).

## Discusión
Clasificaciones previas incluían Polyphragma en el suborden Textulariina y en el orden Textulariida.

## Clasificación
Polyphragma incluía a la siguiente especie:
- Polyphragma cribosa †, aceptado como Coscinophragma cribosa